# فوينتيسين
بلدية فوينتيسين (بالإسبانية: Fuentecén)‏, هي إحدى بلديات مقاطعة برغش, التي تقع في منطقة قشتالة وليون, والتي تقع في شمال غرب إسبانيا.
يبلغ عدد سكانها 267 نسمة وفقاً لإحصائية سنة (2002).